# Vicente Ferrer Moncho
Vicente Ferrer Moncho (Barcelona, 9 de abril de 1920 - Anantapur, India, 19 de junio de 2009) fue un filántropo español, considerado una de las personas más activas en la ayuda, solidaridad y cooperación con los desfavorecidos del tercer mundo. Desarrolló su actividad principalmente en la India, donde llegó en 1952 como misionero jesuita.

## Biografía

### Juventud
En su juventud se afilió al Partido Obrero de Unificación Marxista (POUM) y a los 16 años fue llamado a filas, durante la guerra civil española. Participó en la batalla del Ebro (1938) y en la retirada del ejército republicano hacia Francia tras la caída del frente de Cataluña, siendo brevemente internado en el campo de concentración de Argelès-sur-Mer. No habiendo cometido delitos, optó por volver a España, siendo entregado por las autoridades francesas a las franquistas en Hendaya e internado en el campo de concentración de Betanzos durante 1939.  
Fue finalmente liberado, pero tuvo que cumplir de nuevo el servicio militar. Fue licenciado, después de siete años de movilización contando los años de la guerra, reclusión y nuevo servicio militar. En 1944 abandonó sus estudios de Derecho e ingresó en la Compañía de Jesús.

### Misionero
En 1952 llegó a Mumbai como misionero jesuita para completar su formación espiritual. Su primer contacto con la India le marcó definitivamente y a partir de ese momento dedicó toda su vida a trabajar para erradicar el sufrimiento de las personas más pobres de ese país. Poco a poco, Vicente Ferrer fue desarrollando una filosofía centrada principalmente en la idea de que la vida, como acción, no está desprovista de un contenido espiritual, sino que es lo más espiritual que puede hacer una persona. En este sentido, fue creciendo en su interior la paradoja entre el hombre de oración y el hombre de acción, comprendiendo finalmente que ante la gran cantidad de miseria que le rodeaba debía dejar de lado los ejercicios religiosos y trabajar en construir un mundo mejor basándose en la acción buena, la única de la que consideraba que no se podía dudar. 
Desde el principio de su labor despertó grandes simpatías entre los campesinos indios, pero no entre las clases dirigentes, económicas y políticas, que veían en su labor una amenaza. El día 27 de abril de 1968 consiguieron una orden para expulsarle del país. Esto generó una  fuerte movilización con más de 30 000 campesinos que secundados por intelectuales y parte de la élite política y religiosa india, realizaron una marcha de 250 km, desde Manmad hasta Mumbai, para protestar por la orden de expulsión. La entonces primera ministra de la India, Indira Gandhi, medió en el conflicto y redactó un telegrama que puso fin a la tensión y significó también un reconocimiento a la labor del misionero: "El padre Vicente Ferrer marchará al extranjero para unas cortas vacaciones y será bien recibido otra vez en la India". Tres meses después, gracias al apoyo de Indira Gandhi, consiguió el visado de nuevo y se instaló en Anantapur (Andhra Pradesh), una de las zonas más áridas y pobres de la India.

### Cooperante
En 1970 abandonó la Compañía de Jesús y unos meses más tarde se casó con la periodista inglesa Anne Perry. Juntos fundaron la organización Rural Development Trust (RDT, Fondo de Desarrollo Rural).  
Desde 1969 cuenta con su propia fundación, la Fundación Vicente Ferrer, a través de la cual organiza toda su actividad, centrada en los "descastados" (outcast) y en las aldeas tribales del distrito indio de Anantapur, a la que dedicó más de 40 años de su vida. Su trabajo de canalización y gestión rindió fruto: tres hospitales generales, uno de VIH, un centro de control natal, 14 clínicas rurales, 1696 escuelas, unas 30 000 viviendas y unos 2,7 millones de árboles plantados, entre los proyectos más representativos. Su trabajo, y el de las personas que le han ayudado, ha cambiado para bien la vida de dos millones y medio de personas.
El 20 de marzo de 2009 fue ingresado de urgencia en el hospital de Anantapur, región del estado indio de Andhra Pradesh, tras sufrir un accidente vascular cerebral.
Falleció a las 04:30 horas (23:00 GMT) del 19 de junio de 2009, a los 89 años de edad, debido a complicaciones respiratorias.

## Homenajes
Premio Príncipe de Asturias de la Concordia 1998 a Vicente Ferrer Moncho;  o más conocida como Fundación Vicente Ferrer.
El Ministerio de Asuntos Exteriores de España anunció el 20 de junio de 2009 la creación del premio Vicente Ferrer de Cooperación Internacional, que premiará a aquellas personas, instituciones u organizaciones que hayan destacado, de manera significativa, en labores de cooperación y ayuda humanitaria. Será entregado todos los 8 de septiembre, Día Mundial del Cooperante.
En julio de 2009 Spanair anunció que le pondría el nombre del misionero a uno de sus aviones Airbus 320, dentro de un acuerdo más amplio con la Fundación.
El 1 de febrero de 2010, una plataforma independiente presentó en Oslo la candidatura de la Fundación Vicente Ferrer al Premio Nobel de la paz.

## Distinciones recibidas

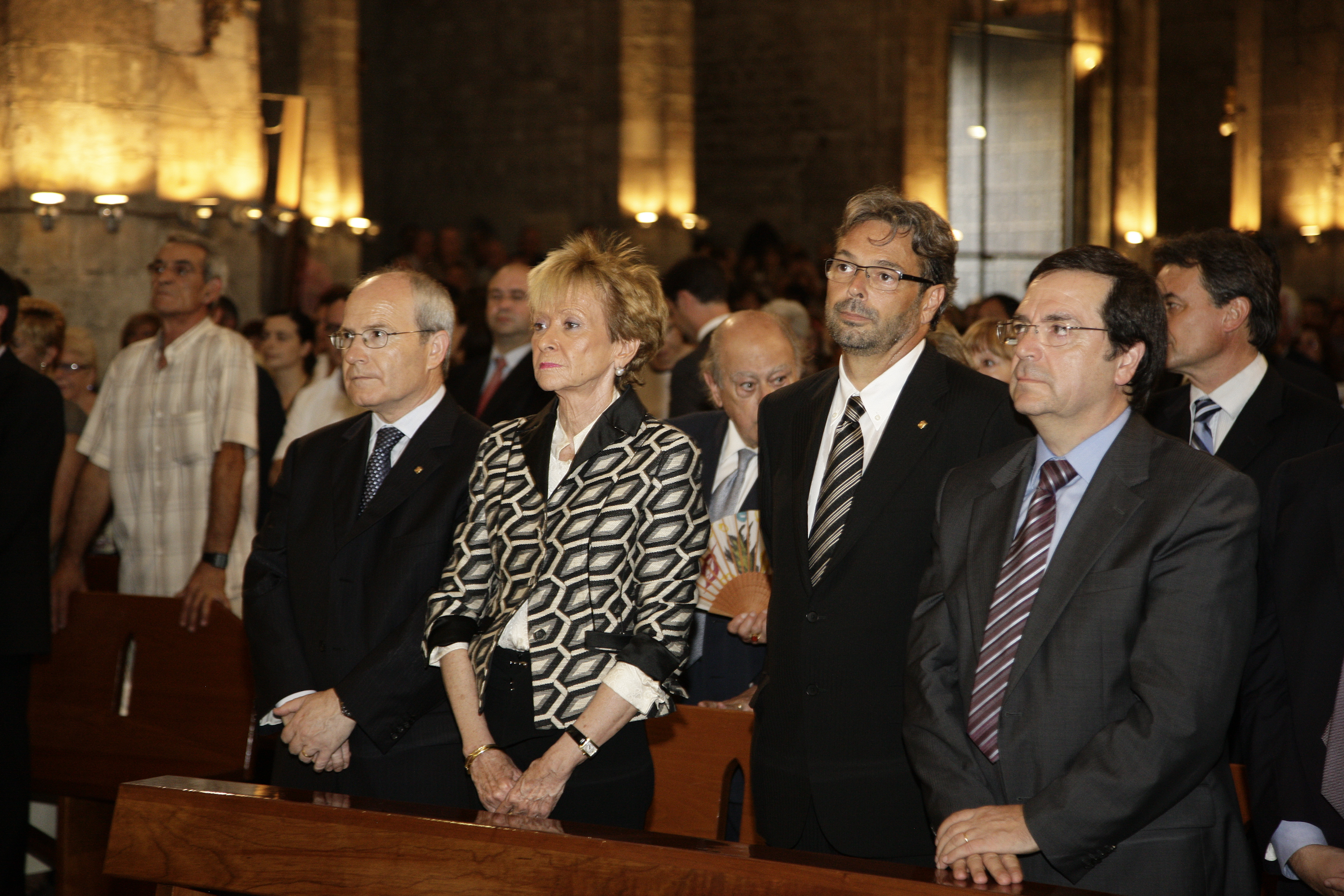
Funeral de Vicente Ferrer en la Basílica de Santa María del Mar de Barcelona.

- Premio Associació Josep Vidal i Llecha, 1991.
- Premio Príncipe de Asturias de la Concordia, en 1998.[7]
- Español Universal, en 1998.
- Premio Convivencia Ciudad Autónoma de Ceuta, en 2000. y por participar en la guerra civil
- Miembro de la Comisión de Erradicación de la Pobreza, del Gobierno de Andhra Pradesh, en 2000.
- Creu de Sant Jordi, de la Generalidad de Cataluña, en 2000.
- Medalla de Oro de la Ciudad, del Ayuntamiento de Barcelona, en 2000.
- Premio Derechos Humanos del Consejo General de la Abogacía Española, en 2000.
- Premio Convivencia Ciudad Autónoma de Ceuta, en 2000.
- Personaje destacado de la historia del siglo XX por la Unesco, en 2001.
- Gran Cruz de la Orden Civil de la Solidaridad Social, del Ministerio de Trabajo y Asuntos Sociales de España, en 2002.
- Premio al Espíritu Olímpico, del Comité Olímpico Español, en 2002.
- Doctor honoris causa, por la Universidad Politécnica de Valencia en 2000 y la Universidad de Huelva en 2001.
- La Rural Development Trust ha recibido diferentes distinciones entre los que destacan:
  - Mejor Proyecto Ecológico, otorgado por el Gobierno de Holanda, en 1994.
  - Medalla de Oro del Trabajo, concedida por el Estado de Andhra Pradesh, en 2000.
  - Reconocimiento de la Comisión Europea (institución de la Unión Europea) como la mejor ONG participante en las tareas de rescate y reconstrucción tras el terremoto de Guyarat en 2001.
- Gran cruz de la Orden del Mérito Civil otorgado por Gobierno español (2009)[8]
- Premio Catalán del año 2008, otorgado por El Periódico de Catalunya.[9]
- Alta Distinción de la Generalidad Valenciana, concedida a título póstumo, en 2009.
- Medalla de Oro del Senado de España, concedida a título póstumo, en 2009

## Película
En el año 2013 se produjo la película Vicente Ferrer, basada en la vida del cooperante y protagonizada por el actor Imanol Arias.